# Robert M. Solovay

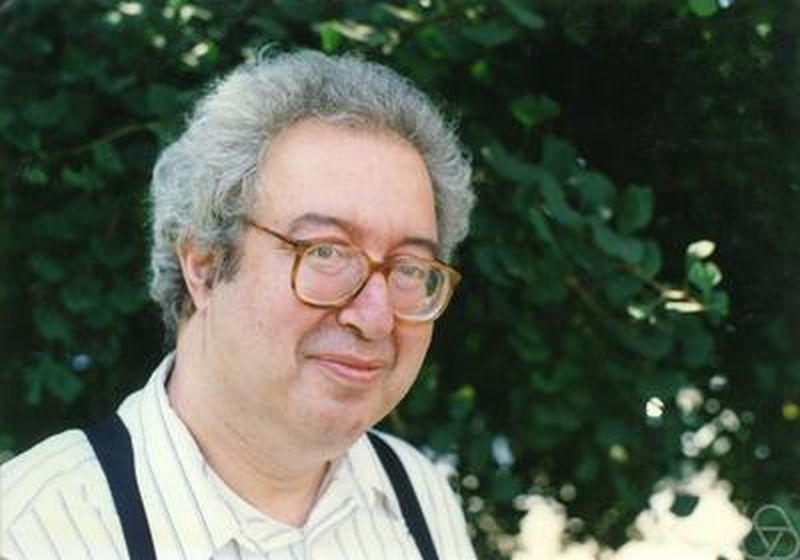
Robert Solovay, 1983

Robert Martin Solovay (* 1938 in Brooklyn) ist ein US-amerikanischer Mathematiker, der sich mit axiomatischer Mengenlehre beschäftigt.
Solovay promovierte 1964 an der University of Chicago bei Saunders MacLane (A Functorial Form of the Differentiable Riemann-Roch-Theorem) und war dann 1964/65 als Post-Doc am Institute for Advanced Study. 1967 wurde er Sloan Research Fellow. Er war langjähriger Professor an der University of California, Berkeley.
Solovay lieferte wichtige Beiträge zur axiomatischen Mengenlehre. Beispielsweise zeigte er 1970, dass der Satz Jede Menge reeller Zahlen ist Lebesgue-messbar konsistent mit der Zermelo-Fraenkel-Mengenlehre (ZF) ohne das Auswahlaxiom (C) ist. Dazu konstruierte er ein Modell (Solovay-Modell) der ZF-Mengenlehre (ohne das Auswahlaxiom), in dem alle Untermengen der reellen Zahlen Lebesgue-messbar sind. Das Modell basierte allerdings auf der Existenz einer unerreichbaren Kardinalzahl, was innerhalb ZFC nicht beweisbar ist. Für den Beweis der Existenz nicht-Lebesgue-messbarer Mengen ist damit das Auswahlaxiom nötig. Damit war auch die Notwendigkeit des Auswahlaxioms in Vitalis Beweis der Unlösbarkeit des Maßproblems gezeigt.
Solovay war wesentlich am Ausbau und der Vereinfachung der Forcing-Methode von Paul Cohen kurz nach dessen Einführung 1963 beteiligt. 1967 führte er unabhängig von Dana Scott boole-wertige Modelle der Mengenlehre ein, was eine Vereinfachung des Beweises von Cohen über die Unabhängigkeit der Kontinuumshypothese ermöglichte.
Mit Azriel Levy zeigte er 1967, dass messbare Kardinalzahlen ihre Eigenschaften auch bei milden Forcing-Erweiterungen behalten. Diese Resultate trugen zur Überzeugung bei, das die einfache Hinzunahme von Axiomen großer Kardinalzahlen zur Zermelo-Fraenkel-Mengenlehre die Kontinuumshypothese nicht entscheiden könne.
1971 zeigte er mit Stanley Tennenbaum die Unabhängigkeit der Suslin-Hypothese von den Zermelo-Fraenkel-Axiomen.
1975 zeigte er mit Theodore Baker und John Gill, dass relativierende Beweistechniken im P-NP-Problem nicht erfolgreich sein können.
Mit Volker Strassen entwickelte er 1977 den Solovay-Strassen-Primzahltest.
Zu seinen Doktoranden zählen W. Hugh Woodin, Matthew Foreman und Judith Roitman.
1994 wählte man ihn in die American Academy of Arts and Sciences und er ist seit 1986 Mitglied der National Academy of Sciences. 2003 erhielt er den Paris-Kanellakis-Preis.